# Q.beyond
Die q.beyond AG ist ein börsennotierter deutscher IT-Dienstleister mit Sitz in Köln, großen Standorten in Hamburg und weiteren Niederlassungen in Deutschland sowie in Lettland, Spanien, Indien und den USA. Das Unternehmen ging am 22. September 2020 durch Umfirmierung aus der QSC AG hervor. QSC war 1997 als DSL-Netzbetreiber und Anbieter von Internet- und Telekommunikationsprodukten gegründet worden. Seitdem hat sich das Unternehmen zu einem deutschen IT-Dienstleister gewandelt. Dieser Wandel wurde begonnen mit dem Kauf der ehemaligen INFO AG im Jahr 2011, wurde beschleunigt mit der Neuausrichtung im Jahr 2016, und im Jahr 2019 durch den Verkauf des gesamten Telekommunikationsgeschäfts inklusive der Netzinfrastruktur an den Energiedienstleister EnBW abgeschlossen. Seitdem ist das Unternehmen ein IT-Dienstleister für Geschäftskunden. Es bietet vor allem Leistungen und Services aus den Bereichen Cloud, SAP, Microsoft, Data Intelligence, Security, Künstliche Intelligenz sowie Softwareentwicklung und gehört laut Lünendonk-Liste und ISG-Studie  zu den führenden IT-Service-Anbietern in Deutschland.

## Leistungen
Die q.beyond AG bietet IT-Dienstleistungen mit einem Schwerpunkt auf mittelständische Unternehmen in Deutschland und Europa an. Das Portfolio umfasst insbesondere:
- Cloud-Services: Planung, Migration und Betrieb von IT-Infrastrukturen in Public Cloud, Private- und Hybrid-Cloud-Umgebungen. Dazu gehören auch Managed Services für Microsoft Azure und Amazon Web Services.
- SAP-Services: Beratung und Betrieb rund um SAP-Lösungen, einschließlich der Einführung und Migration auf SAP S/4HANA sowie die Integration von SAP Private Cloud und SAP Public Cloud.
- Managed IT-Services: Betrieb und Management von IT-Systemen, inklusive Netzwerk, Arbeitsplatz-IT, IT-Sicherheit und Kollaborationslösungen.
- Rechenzentrumsleistungen: Betrieb eigener Rechenzentren in Deutschland mit Angeboten für Colocation, Housing und Managed Infrastructure.
- Security Services: Leistungen im Bereich Cybersicherheit, darunter der Betrieb von Cyber Defence Centern in Riga (Lettland) und Spanien zur Erkennung und Abwehr von Cyberangriffen.[7]
- Künstliche Intelligenz und Automatisierung: Implementierung von KI-basierten Anwendungen sowie Automatisierungslösungen für Geschäftsprozesse

## Relevante Themenfelder
q.beyond ist in verschiedenen Technologiebereichen aktiv, die für den digitalen Mittelstand von Bedeutung sind:
- Cloud-Computing und Cloud-Services
- SAP-Services[8]
- Microsoft-Technologien einschließlich Microsoft 365 und Microsoft Azure[9]
- IT-Sicherheit und Compliance [10]
- Colocation, Rechenzentrum und Housing[11]
- Cyber Defence und Security Operations[7]
- Künstliche Intelligenz im Unternehmenskontext[12]

## Unternehmen

### Geschichte
1997 gründeten Bernd Schlobohm und Gerd Eickers die Quality Service Communications GmbH als Beratungsgesellschaft für Großunternehmen im Bereich Telekommunikation. 1999 konzentrierte man sich auf den DSL-Markt und wandelte das Unternehmen in eine Aktiengesellschaft um. Als einer der ersten Anbieter in Deutschland bot das Unternehmen bereits 1999 SDSL-Anschlüsse in Köln an. Das Angebot für Gewerbekunden wurde unter dem Namen Speedway-DSL vermarktet. Ein Jahr später erfolgte der Börsengang am Neuen Markt in Frankfurt und an der Nasdaq in New York (Delisting 2002). 2001 übernahm das Unternehmen den Aachener Internet-Service-Provider GINKO und erhielt so Zugang zum Endkundengeschäft. Eine DSL-Flatrate für Privatkunden wurde zunächst in Bremen und Bremerhaven, später auch in weiteren Städten, angeboten. Zu den Besonderheiten des Angebots gehörten die Verwendung von Fastpath-Technologie und der Verzicht auf eine Zwangstrennung der Verbindung.
Im folgenden Jahr übernahm das Unternehmen von der Ventelo Europe Group das deutschlandweit tätige Telekommunikationsunternehmen Ventelo GmbH (Düsseldorf) und wurde so zum umfassenden Telekommunikationsanbieter. Von März 2004 bis März 2016 war die QSC AG im TecDAX, dem Index der 30 führenden börsennotierten Technologie-Unternehmen Deutschlands, gelistet.
2004 schloss das Unternehmen einen Resale-Vertrag mit der Deutschen Telekom und führte auf T-DSL basierende Angebote ein, die sich zunächst vorwiegend an Geschäftskunden richteten. Dennoch wurde auch das eigene Netz weiter ausgebaut. Im selben Jahr wurde auch ein Vertrag unterzeichnet, der AOL Deutschland erlaubte, einen Teil der Kapazitäten des unternehmenseigenen Backbones zu nutzen. 
In den Jahren 2004 und 2005 belegte das Unternehmen den Platz 2 bzw. 3 des Technology Fast 50 Award der Wirtschaftsprüfungsgesellschaft Deloitte Deutschland. 2005 gewann das Unternehmen auch den Deutschen Internet-Industrie-Preis als bester Business-ISP. 2006 wurde die Q-DSL home GmbH als Tochterunternehmen gegründet und das Privatkundengeschäft an diese Gesellschaft ausgegliedert. Im vierten Quartal des Jahres wurde erstmals ein positives Konzernergebnis ausgewiesen.
Am 2. April 2009 wurde die Vermarktung der Privatkundenprodukte eingestellt. Zu diesem Zeitpunkt machte das Privatkundensegment weniger als 10 Prozent des Gesamtumsatzes aus. Bereits 2005 hatte das Unternehmen einen Großteil des Umsatzes im Geschäftskundenbereich erwirtschaftet.
Seit 2010 vollzog das Unternehmen eine Wandlung von einer reinen Netzgesellschaft zu einer Service-Gesellschaft der ITK-Branche mit Managed Outsourcing und Open-Access-Dienstleistungen. Dazu gehörte unter anderem eine im Juni 2010 verkündete langfristige Netzkooperation mit Freenet, bei der das Unternehmen im Auftrag von Freenet den kompletten Schmalbandverkehr abwickelte. Im August 2010 verkündete man den Start einer bundesweit ersten Open-Access-Plattform. Damit wollte das Unternehmen andere Netzbetreiber mit eigener Glasfaser-Infrastruktur gewinnen, ihr Netz mit dem von QSC zu koppeln und damit für andere Anbieter zu öffnen. Die Betreiber sollten durch die zu erwartende höhere Auslastung ihrer eigenen Infrastruktur von einer schnelleren Amortisierung der Investitionskosten profitieren. Erster Open-Access-Partner war der Leipziger Stadtnetzbetreiber HLkomm, der seine Infrastruktur für den QSC-Wholesale-Partner 1&1 öffnete.
Um sein Know-how im ITK-Bereich weiter auszubauen, verkündete das Unternehmen im Dezember 2010 die Übernahme der Nürnberger IP-Partner AG, eines Anbieters für Hosting und IT-Outsourcing Services. Im Mai 2011 folgte die Übernahme der Hamburger Info Gesellschaft für Informationssysteme (INFO AG). Auch die Entwicklung einer Plattform für multiple Cloud-Services trieb das Unternehmen voran: Auf der CeBIT 2011 gewann es eine Auszeichnung des Technologie-Wettbewerbs des Bundesministeriums für Wirtschaft und Sicherheit für die Entwicklung eines „SensorCloud“-Projektes zur Vernetzung von Sensoren, Steuerungsdaten und -anwendungen. Für das dritte Quartal 2011 kündigte das Unternehmen zudem erstmals Mobilfunkprodukte für Geschäftskunden an. Möglich wurde dies durch einen Kooperationsvertrag mit dem Mobilfunkanbieter E-Plus.
Mit der Entwicklung von cospace, einer Kommunikationsplattform aus der Cloud, sowie dem Launch von QSC-tengo, einem Arbeitsplatz aus der Cloud, baute das Unternehmen in den Jahren 2012 und 2013 ihr Cloud-Portfolio weiter aus. Im Management folgte Finanzvorstand Jürgen Hermann im Jahr 2013 Bernd Schlobohm auf den Vorstandsvorsitz. Schlobohm wurde Vorsitzender des Aufsichtsrats. Neben der Übernahme der Mehrheit am Verschlüsselungs-Spezialisten FTAPI aus München und der Integration von „cospace“ in das Portfolio des luxemburgischen Mobilfunkanbieter JOIN Experience führte das Unternehmen 2014 die cloudbasierte IoT-Plattform solucon ein, die später die Plattform für die IoT-Services wurde. 2015 lieferte das Unternehmen mit FTAPI einen Verschlüsselungsdienst für Vodafone-Geschäftskunden und brachte mit dem Launch von QSC airqoo eine gemanagte WiFi-Lösung für Kommunen und Unternehmen auf den Markt.
2016 vollzog das Unternehmen einen Wandel hin zum Cloud-Anbieter mit Services aus den Bereichen Cloud, Consulting, Internet of Things und Telekommunikation. 2017 erfolgte die Ausgliederung des Telekommunikationsgeschäfts in die neugegründete Tochtergesellschaft Plusnet GmbH. 2019 erfolgte der Verkauf der Plusnet GmbH an die EnBW Telekommunikation GmbH. 2020 fand die Umfirmierung des Unternehmens in „q.beyond“ statt. 2021 wurde die 100-prozentige Colocation-Tochtergesellschaft IP Exchange für 44 Mio. € an NorthC verkauft.

### Konzernstruktur
Die QSC AG wurde am 22. September 2020 in q.beyond AG umfirmiert und hält als Muttergesellschaft des Konzerns die folgenden 100-%-Beteiligungen (Stand September 2020):
- Incloud Engineering GmbH, Darmstadt
- datac Kommunikationssysteme GmbH, Augsburg

Zusätzlich unterhält die q.beyond AG eine Beteiligung von 25,1 % der Anteile an der aiXbrain GmbH, Aachen, und eine Beteiligung von 51 % der Anteile an der Hamburger productive-data GmbH.

### Aktionärsstruktur
Die Aktionärsstruktur setzt sich wie folgt zusammen (Stand 30. September 2020):
- 12,68 % Gerd Eickers, Gründer und Mitglied des Aufsichtsrats
- 12,68 % Bernd Schlobohm, Gründer und Vorsitzender des Aufsichtsrats
- 74,64 % Streubesitz

### Management
- Thies Rixen, Vorstandsvorsitzender – CEO
- Nora Wolters, Finanzvorständin – CFO[26]